# 1888 في الجزائر
فيما يلي قوائم الأحداث التي وقعت خلال عام 1888 في الجزائر.

## الحكم
- .الإحتلال الفرنسي

## الأحداث
- 12 ديسمبر – نفي هام نغي  [لغات أخرى]‏ في الجزائر الفرنسية.[1]

## المواليد
- أبو إسحاق إبراهيم أطفيش – رجل دين وأديب وفقيه إباضي جزائري من أهل بني يسقن في وادي ميزاب – توفي 1965 م.
- 24 يناير – روبرت ري (بالفرنسية: Robert Rey)‏ (و. 1888 – 1964 م) هو مؤرخ الفن، وناقد فني، وكاتب، من فرنسا، ولد في وهران، توفي في باريس، عن عمر يناهز 76 عاماً.[2][3]
- 5 نوفمبر – إبراهيم بن عيسى حمدي أبو اليقظان – . صحفي جزائري، شاعر، مؤرخ، دارس اجتماعي، عالم بالشريعة الإسلامية ورائد من روادالحركة الإصلاحية في الجزائر. ترك إنتاجا يقارب الستين مؤلفا ما بين رسالة وكتاب. (وفاة 30 مارس 1973)
- 16 مايو– بيرت سلطانة بينيشو أبولكير – شاعرة وكاتبة مسرحية فرنسية جزائرية كانت تكتب باللغة الفرنسية. تعد مسرحيتها «الكاهنة، أميرة بربرية» (1933) أول عمل فني تنشره امرأة يهودية في الجزائر. ( وفاة 19 أغسطس 1942)